# Tapferkeitsmedaille (Slowakei 1939)

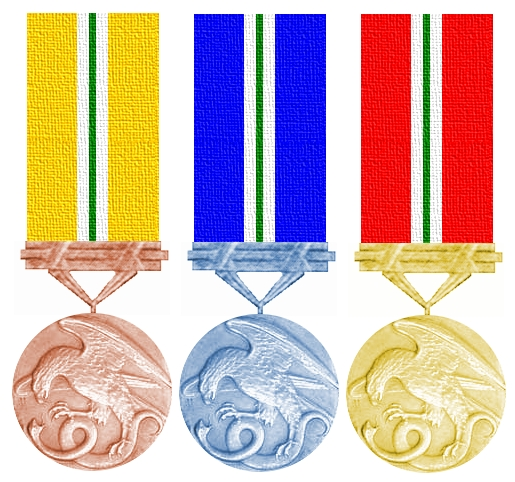
Slowakische Tapferkeitsmedaille aller drei Klassen

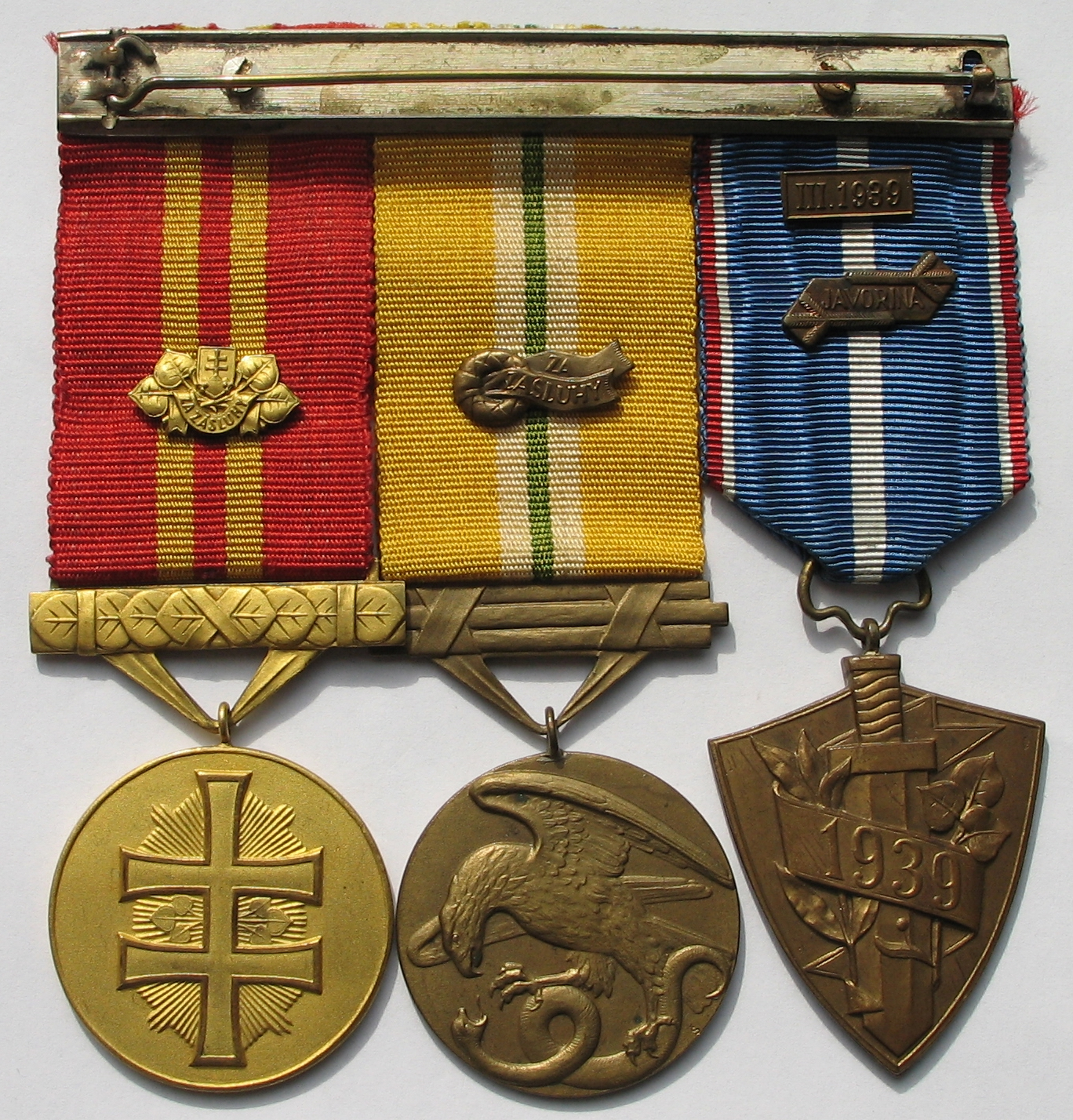
Slowakische Bandspange, in deren Mitte die Tapferkeitsmedaille der III. Klasse zu sehen ist. Rechts daneben die Erinnerungsmedaille für die Verteidigung der Slowakei, links der Slowakische Kriegs-Siegesorden (V. Klasse, vergoldet).

Die Tapferkeitsmedaille (slk. Medaila Za hrdinstvo) der 1. Slowakischen Republik wurde durch Regierungsverordnung vom 9. Mai 1939 durch den Staatspräsidenten Jozef Tiso gestiftet und war eine Verdienstauszeichnung für Heldentaten im Kampfe für die Selbständigkeit der slowakischen Nation.

## Klasseneinteilung
- I. Klasse in Gold,
- II. Klasse in Silber und die
- III. Klasse in Bronze.

## Aussehen
Das Avers der Medaille mit einem Durchmesser von 35 mm zeigt einen, vom Betrachter aus gesehen, nach links gewendeten Adler mit erhobenen Schwingen, der eine auf den Rücken liegende Schlange mit einer Kralle niedertritt und mit der zweiten sowie seinem Schnabel selbige bedroht. Das Revers zeigt dagegen zwei unten gekreuzte, schräg aufwärts gerichtete Lorbeerzweige, deren Kreuzungspunkt von einem inschriftslosen Band überdeckt werden, während über den Zweigen das Wappen der Slowakei, bis zum oberen Medaillenrand anstößt. Das slowakische Wappen zeigt das bekannte Doppelkreuz auf dem Dreiberg.
Am oberen Rand der Medaille ist eine Oese angebracht, durch die der Aufhänger, in Form eines Stück Bandstreifens gezogen wird, der sich beidseitig um die aus drei Stäben bestehende Querstange von 35 mm Länge legt. Die Querstange dient dazu, dass Ordensband der Medaille breit zu halten und unten dementsprechend abzuschließen.
Die Medaille unterscheidet ihre Klassen nicht nur in ihrer Beschaffenheit, sondern kennzeichnet diese auch in der unterschiedlichen Färbung des Ordensbandes. Dieses ist gewässert und 35 mm breit. Das Band der III. Klasse ist gelb, das der II. Klasse blau und das Band der I. Klasse ist rot. Der weiß-grün-weiße Mittelstreifen mit einer Gesamtbreite von 8,5 mm ist bei allen Klassen gleich, wobei der grüne Streifen eine Breite von 2 mm hat.

## Verleihungsbefugnis
Die Befugnis zur Verleihung der Tapferkeitsmedaille oblag dem Verteidigungsminister oder dem Oberkommandant der Hlinka-Garde auf Vorschlag des vorgesetzten Kommandanten. Dabei beginnend mit dem Kommandanten der selbständigen Formation, also jenen Angehörigen der slowakischen Armee oder Hlinka-Garde, die im Kampfe gegen den Feind oder für hervorragende Taten und/oder Leistungen der Auszeichnung würdig erschienen. Der Verteidigungsminister oder der Oberkommandant der Hlinka-Garde, erließen daraufhin ein Dekret über die betreffende Auszeichnung, die zum Tragen des Ehrenzeichens berechtigte. Die III. Klasse der Medaille konnte auch für außergewöhnliche Verdienste in der Heimat bzw. im Frieden, also nicht vor dem Feinde, verliehen werden; dann erhielt sie aber ein auf der Mitte des Bandes in bronze (auch wenn dies ohne die Medaille angelegt wurde) angebrachtes Schildchen, das aus einem Ährenkranz mit zwei flatternden Schleifen bestand. Auf diese Schleifen steht in zweizeiliger Inschrift: za / záslushy (für Verdienste).

## Trageweise
Getragen wurde die Medaille als Bandorden über der linken Brusttasche. Die in drei Grade bestehende Tapferkeitsmedaille konnte in gleicher Weise durch Bandstücke (Bandschnallen) ersetzt werden, bei denen die Klasse nicht nur an der Bandfarbe, sondern auch durch ein Knöpfchen mit dem slowakischen Doppelkreuz auf rotem Grunde erkannt werden konnte. Das Knöpfchen hat zwischen dem blauen Außenring und dem roten Grund einen Metallring von gleicher Farbe wie die verliehene Medaille. Die III. Klasse konnte auch ohne dieses Knöpfchen, das übrigens stets auch mit der Originalmedaille an der Ordensschnalle getragen werden konnte, verliehen werden; es handelte sich dann dabei um die sog. Militärverdienstmedaille; zu deren näheren  Kennzeichnung wurde auf dem Ordensband ein kleines Abzeichen gelegt, dass aus einem Kränzchen mit wehenden Bändern bestand.

## Verleihungsvoraussetzungen
Der Verteidigungsminister sowie der Oberkommandant der Hlinka-Garde waren bevollmächtigt, die Medaille zu verleihen wenn:
- die Soldaten, Bürger und Mitglieder der Hlinka-Garde anlässlich der Kämpfe für die slowakische Selbständigkeit und anlässlich der Wehrmaßnahmen für die Staatssicherheit besondere Verdienste

erworben hatten. Mit Verleihung der Medaille an den Beliehenen erhielt dieser das oben genannte Dekret des Verteidigungsministers oder des Oberkommandanten der Hlinka-Garde, das ihm zur Trageberechtigung ermächtigte. Diese erließen auch im gegenseitigen Einvernehmen detaillierte Tragevorschriften sowie Dienstvorschriften bei der Verleihung selbst. Entsprechende detaillierte Verleihungsprzederen und Tragevorschriften

## Unberechtigtes Tragen der Auszeichnung
Unberechtigtes Tragen der Medaille stellte eine Übertretung da, die, wenn es sich nicht um eine gerichtlich zu fahnende Tat handelte, mit Arrest geahndet werden konnte, der bis zu 14 Tage dauern konnte oder mit Geldstrafe bis 5000 slowakischen Kronen.

## Inkrafttreten
Die zur Stiftung relevante Regierungserklärung vom 8. Mai 1939 trat am nachfolgenden Tag in Kraft, wodurch die Stiftung der Tapferkeitsmedaille auf den 9. Mai 1939 datiert ist.